# Bayadera forcipata
Bayadera forcipata – gatunek ważki z rodziny Euphaeidae.